# Stegotidius
Stegotidius är ett släkte av skalbaggar. Stegotidius ingår i familjen vivlar.
Kladogram enligt Catalogue of Life:
| Stegotidius | \| \| Stegotidius fasciatus \| \| \| \| |
|             | \| \| Stegotidius fasciatus \| \| \| \| |
|             | Stegotidius fasciatus                   |
|             |                                         |